# Люлинь
Люли́нь (кит. упр. 柳林, пиньинь Liǔlín) — уезд городского округа Люйлян провинции Шаньси (КНР). Название в переводе означает «ивовый лес»; уезд был назван по посёлку Люличжэнь.

## История
При империи Западная Хань эта территория входила в состав уездов Линьсянь (蔺县) и Чжунъян. Затем был создан уезд Сичэн (隰城县). При империи Восточная Хань уезды Линьсянь и Сичэн были расформированы.
При империи Северная Чжоу в 579 году был создан уезд Динху (定胡县). При империи Тан в 628 году уезд Динху был переименован в Мэнмэнь (孟门县). В 633 году уезд Мэнмэнь был расформирован. В 634 году был вновь создан уезд Динху.
При чжурчжэньской империи Цзинь в 1195 году уезд Динху был вновь переименован в Мэнмэнь. Во время правления монголов в 1266 году уезд Мэнмэнь был присоединён к уезду Лиши.
В 1973 году эта территория была выделена из уезда Лиши в отдельный уезд, получивший название Люлинь; уезд вошёл в состав Округа Люйлян (吕梁地区).
Постановлением Госсовета КНР от 23 октября 2003 года с 2004 года округ Люйлян был расформирован, а вместо него образован городской округ Люйлян.

## Административное деление
Уезд делится на 8 посёлков и 7 волостей.

## Экономика
В сельской местности выращивают бассию веничную.